# استان تامبوف
استان تامبوف (به روسی: Тамбо́вская о́бласть، تلفظ: تامبُوْسکایا اُبْلاست) یکی از واحدهای فدرالی کشور روسیه است.
مرکز این استان شهر تامبوف است.
جمعیت این استان در سال ۲۰۰۵ میلادی ۱٬۱۴۴٬۸۰۰ نفر بوده و مساحت آن ۳۴٬۳۰۰ کیلومتر مربع است.
این استان در استپ‌های جنگلی واقع شده‌است.